# 雷多塔峰

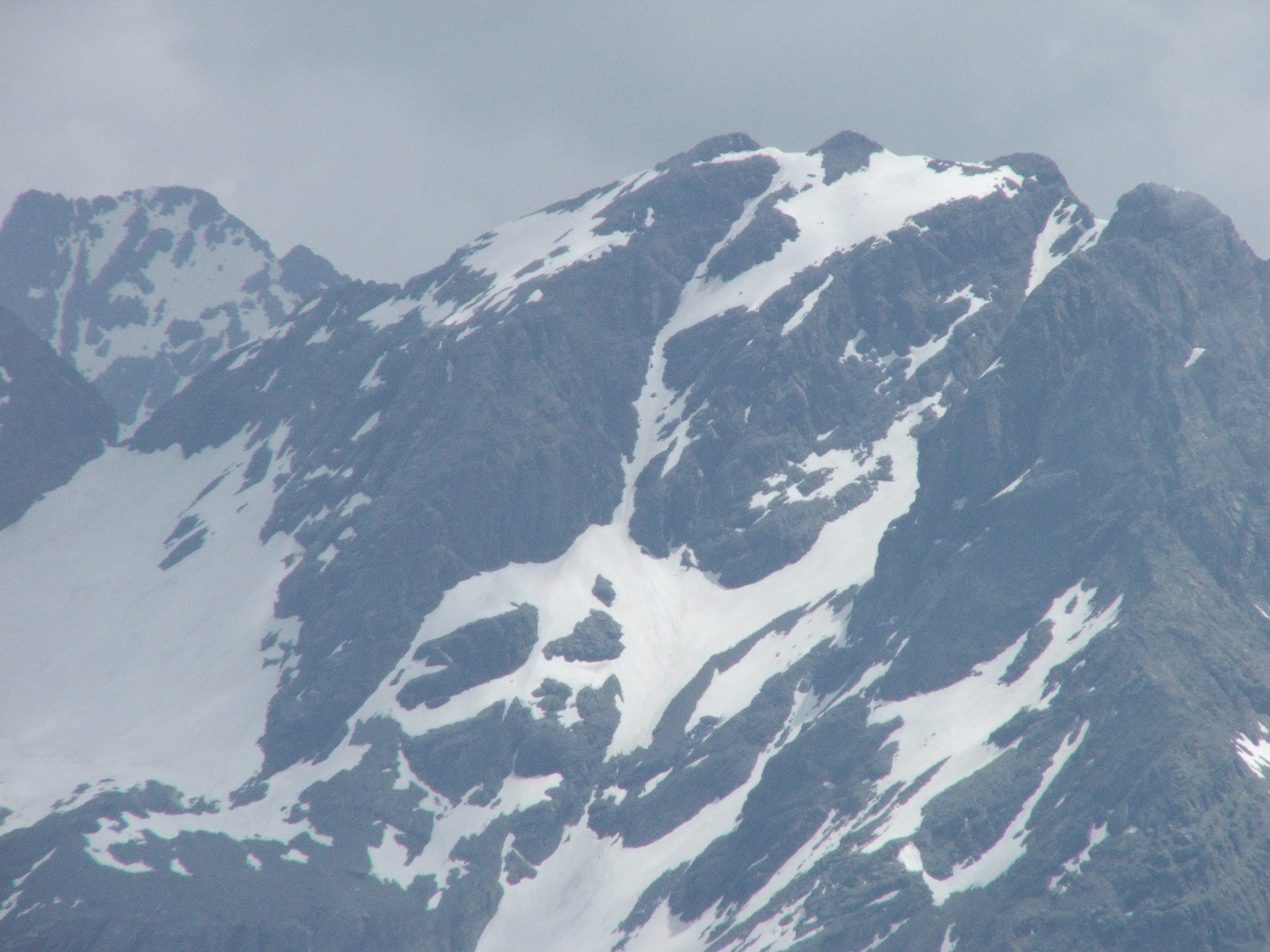

46°03′N 9°59′E / 46.050°N 9.983°E
雷多塔峰（義大利語：Pizzo Redorta），是意大利的山峰，位於該國北部，由貝加莫省負責管轄，屬於貝爾加莫阿爾卑斯山脈的一部分，處於瓦爾邦迪奧內，海拔高度3,038米。